# Gare de Drummondville
La  gare de Drummondville est une gare ferroviaire canadienne, située à Drummondville dans la province de Québec,. 
Elle est desservie par plusieurs lignes de Via Rail Canada en provenance de Montréal.

## Histoire

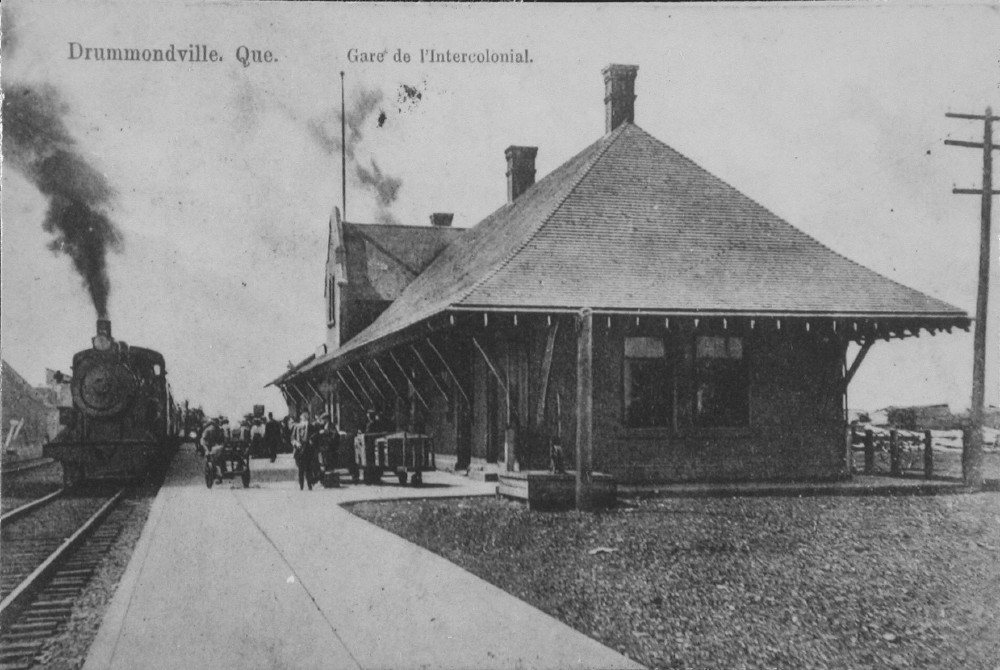
La gare vers 1911.

La gare de Drummondville a été construite par le Chemin de fer Intercolonial en 1904. Elle a été citée monument historique par la ville de Drummondville le 27 janvier 2002.
Depuis 2013, il n'y a plus d'employés a la gare.